# The Globe and Mail
The Globe and Mail is een Canadees dagblad. De krant wordt gedrukt in vijf steden. Op weekdagen bedraagt de oplage meer dan 2 miljoen, waarmee het de meest gelezen Canadese krant is (de Toronto Star heeft ook een zondageditie, waardoor die op een hogere totale oplage komt). The Globe and Mail wordt uitgegeven door The Woodbridge Company, hoofdaandeelhouder van Thomson Reuters.